# 17 mei (Noorwegen)

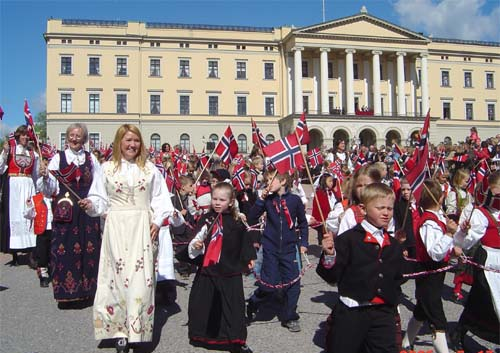
Kinderoptocht in Oslo bij het paleis

17 mei  (Noors: syttende mai of Grunnlovsdag) is de nationale feestdag van Noorwegen. De Noren herdenken dat op deze dag in 1814 in Eidsvoll overeenstemming werd bereikt over de Noorse Grondwet. In 1836 werd de dag voor het eerst officieel gevierd door het Noorse parlement, het Storting.
De dag wordt traditioneel gevierd met kinderoptochten waarbij de kinderen in nationale klederdracht lopen en met Noorse vlaggetjes zwaaien. De grootste kinderoptocht is in Oslo. Deze voert langs het koninklijk paleis, waar de koninklijke familie de kinderen groet vanaf het balkon.
Naast de kinderoptocht lopen in veel steden ook de Russstudenten een eigen optocht. Met die optocht komt traditioneel een einde aan de Russfeiring.